# EVN AG
EVN AG er et østrigsk energiselskab, der producerer og leverer elektricitet, naturgas og fjernvarme. De har over 3 mio. kunder i 14 lande. I 2020 havde 7.007 ansatte og en årsomsætning på 2,1 mia. euro.